# Sébastien Galtier (physicien)
 (octobre 2024).
Il peut être nécessaire de l'améliorer pour respecter le principe de neutralité de point de vue. Veuillez consulter la page de discussion pour plus de détails.

Pour les articles homonymes, voir Galtier.
Sébastien Galtier (né le 24 février 1971) est un physicien théoricien français spécialiste de turbulence, professeur à l’Université Paris-Saclay et membre du Laboratoire de Physique des Plasmas à l’École polytechnique.

## Biographie
Après avoir soutenu sa thèse de doctorat en astrophysique à l’Observatoire de la Côte d’Azur en 1998, sous la direction d’Annick Pouquet, Sébastien Galtier a été successivement assistant de recherche à l’Institut de Mathématiques de l’Université de Warwick en Angleterre (1999-2000) dans l’équipe d’Alan C. Newell, maître de conférences (2001), puis professeur à l’Université Paris-Sud (2012), et enfin professeur à l’Université Paris-Saclay (2020). Il est membre de l'Institut universitaire de France.

## Travaux scientifiques
Sébastien Galtier a découvert des lois fondamentales de la turbulence dans trois domaines.
Astrophysique. La plus grande part de la matière visible dans l’univers est ionisée, magnétisée et turbulente. Le modèle de référence pour la décrire est la magnétohydrodynamique (MHD). Les premiers travaux de Sébastien Galtier touchent aux fondements théoriques de la turbulence MHD : on y démontre que le régime faiblement non-linéaire (turbulence d’ondes d’Alfvén) est dominé par des interactions résonnantes à trois ondes pour lequel les solutions exactes (spectres de Kolmogorov-Zakharov) sont données. Il a découvert l’existence d’un nouveau type de solution (pré-stationnaire) qui, depuis, a été observée dans la plupart des écoulements turbulents. Il s’est ensuite intéressé au vent solaire pour lequel il a théorisé l’existence d’un régime de turbulence aux échelles sous-MHD, qui a été confirmé par les mesures des sondes spatiales (Agence Spatiale Européenne, NASA).
Hydrodynamique. La force de Coriolis, due à la rotation de la Terre, influence fortement les mouvements atmosphériques à grande échelle, ce qui complique leur modélisation basée sur les équations de Navier-Stokes. Dans ce cadre, Sébastien Galtier a développé une théorie analytique de turbulence d’ondes inertielles où il démontre que ce régime est caractérisé par une cascade d’énergie directe et anisotrope. Ces prédictions ont depuis été vérifiées en laboratoire et par la simulation numérique directe. Il a ensuite généralisé la loi exacte de Kolmogorov (1941) au cas de la turbulence compressible. Ce travail a ouvert la voie vers une extension aux plasmas astrophysiques, dont une application est la mesure du taux de chauffage.
Cosmologie. Depuis 2016, Sébastien Galtier étudie la turbulence d’ondes gravitationnelles. Ses recherches en relativité générale ont révélé l’existence d’une cascade inverse explosive de l’action d’onde (2017, 2021), dont il explore actuellement les conséquences plausibles sur l’univers primordial, à savoir une origine purement non-linéaire du mécanisme d’inflation cosmique qui a donné naissance à l’univers actuel.
Sébastien Galtier a publié plusieurs ouvrages universitaires sur la MHD et la turbulence. Il a reçu en 2024 le Grand Prix international Cécile Dewitt-Morette de l'Académie des Sciences.